# Roman Mysak
Roman Mychajlovyč Mysak (in ucraino Роман Михайлович Мисак?; 9 settembre 1991) è un calciatore ucraino, portiere del Karpaty.

## Carriera

### Club
Inizia a giocare nelle giovanili di Karpaty e Obolon' Buča. Nell'estate del 2022 firma un contratto con il Desna Černihiv, con cui gioca 6 partite (5 in campionato e una in coppa). Nel 2023 si trasferisce in Armenia all'Alaškert, dove gioca 3 partite in campionato. Nel 2023 firma un contratto con il Dnipro-1, che lo gira in prestito al Kolos Kovalivka.

### Nazionale
Nel 2012 ha giocato 2 partite nella nazionale ucraina Under-21.

## Statistiche
Statistiche aggiornate al 10 ottobre 2024.

### Presenze e reti nei club
| Stagione        | Squadra         | Campionato      | Campionato | Campionato | Coppe nazionali | Coppe nazionali | Coppe nazionali | Coppe continentali | Coppe continentali | Coppe continentali | Altre coppe | Altre coppe | Altre coppe | Totale | Totale | Totale |
| Stagione        | Squadra         | Comp            | Pres       | Reti       | Comp            | Pres            | Reti            | Comp               | Pres               | Reti               | Comp        | Pres        | Reti        | Pres   | Reti   |        |
| --------------- | --------------- | --------------- | ---------- | ---------- | --------------- | --------------- | --------------- | ------------------ | ------------------ | ------------------ | ----------- | ----------- | ----------- | ------ | ------ | ------ |
| 2021-2022       | Desna Černihiv  | PL              | 5          | 0          | KU              | 1               | 0               |                    | -                  | -                  |             | -           | -           | 6      | 0      |        |
| 2022-2023       | Alaškert        | PL              | 3          | 0          | HG              | 0               | 0               |                    | -                  | -                  |             | -           | -           | 3      | 0      |        |
| 2023-2024       | Kolos Kovalivka | PL              | 0          | 0          | KU              | 0               | 0               |                    | -                  | -                  |             | -           | -           | 0      | 0      |        |
| 2024-2025       | Kolos Kovalivka | PL              | 1          | 0          | KU              | 1               | 0               |                    | -                  | -                  |             | -           | -           | 2      | 0      |        |
| Totale carriera | Totale carriera | Totale carriera | 9          | 0          |                 | 2               | 0               |                    | 0                  | 0                  |             | -           | -           | 11     | 0      |        |